# 足利義嗣
足利 義嗣（あしかが よしつぐ）は、室町時代の武家、公卿。室町幕府3代将軍足利義満の子で、4代将軍足利義持の弟にあたる。

## 生涯
応永元年（1394年）、足利義満と評定衆摂津能秀の娘、春日局の子として生まれた。幼名は鶴若丸で、誕生日は不明であるが、四男か五男である。
同年、義満の嫡子義持が将軍職に就いた。庶子であった鶴若丸は同年生まれの春寅丸（後の足利義教）とともに僧侶となることが予定されており、梶井門跡に入室した。

### 若宮
応永15年（1408年）2月15日、義満は鶴若丸を連れて、参内した。鶴若丸は元服しておらず、「童殿上」と呼ばれる異例の事態だった。
3月4日、鶴若丸は従五位下に叙せられた。3月8日からは後小松天皇が北山第に行幸することになっており、笙の演奏に長けていた鶴若丸の叙爵は、足利氏に公卿の素質があることを示す義満の狙いがあったとされる。行幸中の3月24日、正五位下左馬頭に叙任、さらに同月28日には邸宅を提供した報賞として従四位下に叙せられ、翌日には左近衛中将に任ぜられた。左馬頭は武家では将軍と鎌倉公方のみが任官できる官職であり、近衛中将に任官できるのも将軍のみであり、これらの措置は義満の偏愛によるものと見られている。さらにこの間には後小松天皇から盃を賜っているが、元服前の例は当時存在していなかった。4月25日には、内裏清涼殿で元服を行った。加冠役は内大臣二条満基、理髪役は頭左大弁烏丸豊光が務めた。将軍家の加冠役は父親か管領が務めるのが通例であり、公家の加冠役はきわめて異例であった。さらに内裏において紫宸殿以外の場所で元服を行うのは親王や摂家並の形式であり、伏見宮貞成親王は『椿葉記』において「親王御元服の準拠」としている。これにより義嗣は「若宮」と呼ばれるようになった。同日夜の除目で従三位参議に任官した。
容姿端麗で才気があり異例の昇進を見て、義満が義嗣を後継者と考えていると予測した武将や公家も多かったようである。義満の皇位簒奪の意図を指摘する立場からは、義嗣を皇位につける意図があったのではないかとする見解も存在する。この立場に立つ今谷明は義嗣の元服は立太子に基づくものであると推測しているが、森茂暁は皇太子ではなく親王扱いに過ぎないと否定している。また桜井英治は義嗣が皇位についたとしても、犬猿の仲である将軍義持と並立する形となるのは不可能だとしている。石原比伊呂は義満の皇位簒奪を否定する立場から、自身の公家としての役割のうち将軍職とは関わりのない部分を義嗣に担わせて、後継者である義持の負担を軽減させる方針の下で行われたと見ている。だが、義持は足利将軍家は「裏方」に徹するべきとの考えから義満の朝廷関与のあり方を否定し、義嗣の排除に至る要因になったとみている。
しかし義嗣元服の3日後、義満は病の床につき、5月6日に死去した。

### 新御所
義満の死後、義嗣は「新御所」と呼ばれるようになった。6月7日、義持が北山第に移り、義嗣は母春日局の屋敷に移った。
翌応永16年（1409年）1月5日には正三位に昇進、義持が三条坊門殿を築くと、義嗣のためにも同じ三条坊門に屋敷が建造されている。閏3月23日には加賀権守、同年7月23日には権中納言に任官した。
応永18年（1411年）11月25日には権大納言、11月28日に従二位、応永19年（1412年）9月14日には院司、応永21年（1414年）1月5日には正二位に叙せられる。
義持と義嗣は、この間記録に残るだけでも6年間に10度以上連れ立って御成や参内を行っている。

### 出奔と死
応永23年（1416年）10月29日の深夜、義嗣は山城国高雄に出奔し、出家した。おりから鎌倉府において前関東管領の上杉禅秀が鎌倉公方の足利持氏を襲撃する事件が起きており（上杉禅秀の乱）、幕府が持氏を支持することを決めたのがこの日であった。禅秀は義嗣の妾の父であり、義嗣の行動は禅秀との連携と見られた。義嗣は侍所によって逮捕され、仁和寺、次いで相国寺林光院へ幽閉された。管領の細川満元は義嗣の糾問に反対したが、前管領の畠山満家は義嗣の切腹を求めて対立した。11月下旬には、満元と斯波義重、赤松義則らが事件に関与していた疑いが持ち上がっている。近臣の山科教孝、日野持光は加賀に流罪となり、途中で殺害された。
応永25年（1418年）1月24日、義嗣は義持の命を受けた富樫満成により殺害、もしくは自害した。享年25。義嗣の死については畠山満家と満成が共謀していた可能性があり、管領満元はしばらく出仕を拒否している。
同年6月には富樫満成が、畠山満家の弟畠山満慶、山名時煕、土岐康政らが義嗣と共謀していたと訴え出た。山名時煕は出仕を止められ、土岐康政の子土岐持頼は守護を解任されている。11月には逆に義嗣の愛妾林歌局が、「満成が義嗣に謀反を勧め、発覚しそうになったため義嗣の謀反を訴えた」と義持に直訴した。満成は高野山に出奔し、応永26年（1419年）2月、義持の命を受けた満家によって殺害された。
永享元年（1429年）9月17日に従一位を追贈され、9月29日には新大倉宮の神号を贈られた。

## 後裔
越前国の鞍谷氏は、江戸時代中期の『越前国名勝志』によって、義嗣の遺児である嗣俊が初代であるとされたが、現在では越前守護斯波氏の支流であると考えられている。